# Wikłacz olbrzymi
Wikłacz olbrzymi (Euplectes progne) – zamieszkujący Afrykę gatunek ptaka z rodziny wikłaczowatych (Ploceidae). Jest jednym z największych przedstawicieli tej rodziny. Znany z lotów godowych samców, które prezentują swe niezwykle długie, czarne ogony w trakcie powietrznych akrobacji.

## Systematyka
Wyróżniono trzy podgatunki E. progne:
- E. progne delamerei – wyżyny środkowej Kenii[2]
- wikłacz długosterny[4] (E. progne delacouri) – południowa Angola, południowa Demokratyczna Republika Konga, zachodnia i północno-wschodnia Zambia[2]
- wikłacz olbrzymi[4] (E. progne progne) – południowo-wschodnia Botswana do wschodniej RPA, zachodnie Suazi i Lesotho[2]

## Morfologia
Opis gatunkuW porze godowej występuje wyraźny dymorfizm płciowy: samce w szacie godowej są smoliście czarne z niezwykle długim, efektownym ogonem, który w locie układa się niczym żałobny tren. Ogon samca stanowi ponad połowę długości jego ciała. Poza czernią jedynie na skrzydłach odznacza się fragment złożony z czerwonych i białych piór. Samice, młode i samce w szacie spoczynkowej mają skromniejsze brązowo-czarne upierzenie, a ich ogon jest znacznie krótszy. Jedynie przednia krawędź skrzydła jest nadal czerwono-biała. Wikłacze olbrzymie mają dość krótkie i silne nogi oraz jasnoniebieskie i grube, przystosowane do rozdrabniania ziaren dzioby.
Średnie wymiary
- Długość:
  - samce: 19–21 cm, w porze godowej, wraz z ogonem 50–71 cm[2]
  - samice: ok. 15 cm[2]
- Masa ciała: 33–46 g u samca, 25–39 g u samicy[2]

## Ekologia i zachowanie

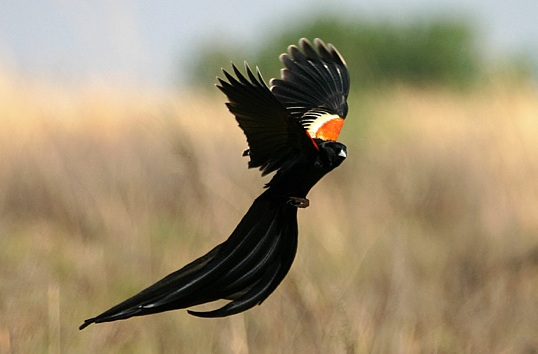
Samiec wikłacza olbrzymiego w trakcie lotu tokowego

BiotopOtwarte, trawiaste lub uprawne obszary, jednak w pobliżu stałych źródeł wody.
PożywienieZiarna dzikich traw (np. Setaria sphacelata) i zbóż uprawnych, stawonogi (m.in. chrząszcze, pluskwiaki, pajęczaki).
RozmnażanieSamce są poligamiczne i w jednym sezonie lęgowym mogą mieć do 5 partnerek. Samce prezentują swój ogon w czasie lotów tokowych nad swoim terytorium. Samice wybierają partnerów o najokazalszych ogonach. Gniazdo budowane może być zarówno przez samca lub samicę i jest solidnym, owalnym koszykiem splecionym ze źdźbeł traw, z bocznym wejściem. Sezon lęgowy trwa od października do czerwca, najczęściej jednak składanie jaj przypada na listopad–luty. Samica składa 1–4 jaja i wysiaduje je sama przez 12–14 dni. Młode opuszczają gniazdo po około 17 dniach, ale są dokarmiane przez samicę jeszcze przez następne dwa tygodnie.

## Status
IUCN uznaje wikłacza olbrzymiego za gatunek najmniejszej troski (LC, Least Concern) nieprzerwanie od 1988 roku. Liczebność populacji nie została oszacowana, ale ptak ten opisywany jest jako lokalnie pospolity. Trend liczebności populacji uznawany jest za stabilny.